# La Montaña Gris
La Montaña Gris es un grupo colombiano de música folk y celta, que tuvo sus primeras apariciones durante el año 2001 en la ciudad de Medellín. 

## Orígenes
Nació el día 18 de agosto de 2001 en Medellín, Colombia. En sus inicios se ha caracterizado por la difusión del folklore del norte de Europa comúnmente conocido como música celta. Sus integrantes consideraron la música celta como uno de los folclores que permitieron el desarrollo de la música en occidente y en América. Consideran también que dicho folclore es un legado que desde la antigüedad, los duendes, las hadas y todos aquellos personajes que conocemos como representantes de la fantasía, dejaron para alimentar la alegría de los humanos. La música celta provoca, en sus oyentes, la sensación de lo mítico y abre las puertas de la imaginación.

## Consolidación
En el transcurso de su trabajo el grupo ha desarrollado una gran cantidad de conciertos que han logrado generar una nueva propuesta musical apetecida en teatros, universidades, centros culturales, centros turísticos, parques, tablados, colegios, bares, cafés, matrimonios y fiestas, entre otros. Su primer trabajo discográfico, «Canto Primio»,  da a conocer sus mejores canciones, cantadas en Inglés, Español, y Lengua Primia, idioma que actualmente se habla en La Montaña Gris. Entre octubre y diciembre de 2004 realizaron una primera gira por Suramérica que abarcó Chile, Argentina, Brasil y Ecuador, realizando gran cantidad de conciertos enmarcados en festivales y encuentros internacionales que le permitieron a La Montaña Gris tomar un posicionamiento y lograr un reconocimiento importante en el medio  de la Música Celta en Latinoamérica. Entre los meses de septiembre y diciembre de 2006 recorrieron nuevamente América del Sur realizando 30 conciertos en Ecuador, Chile, Brasil y Bolivia. Presentando su nuevo trabajo discográfico «En el regazo de la caramañola». Este disco concibe la vida como un viaje, y desarrolla música dedicada a los viajes y a los viajeros en Lengua primia, Inglés, Italiano, Francés y Español. En el transcurso del viaje realizaron un video documental DVD titulado «Tras los vestigios del fuego». Entre los meses de septiembre y noviembre de 2008 realizaron una gira por Brasil de 20 conciertos en Sao Paulo, Campo Grande, Curitiba y Florianópolis. En el año 2010 graban un tercer disco titulado «Alboroque Irlandés». En el cual hacen un viaje por la música de taberna irlandesa. Este álbum se hace con la participación de músicos de diferentes lugares de Brasil.
En 2012 lanzan su cuarto disco «Metaparáforas», metáforas de los mundos invisibles, donde narran diferentes situaciones que viven los personajes de La Montaña Gris al tener que irse del mundo de los humanos.
En octubre de 2012 comienzan un viaje alrededor de América del Sur comenzando por Brasil y dándole la vuelta al continente hasta llegar a Ecuador, titulado: «Travesía Sudamericana 2012 – 2014»
El 28 de mayo de 2015 realizan "Paseo sinfónico", concierto de aniversario con la orquesta sinfónica de El Santuario, en el teatro Pablo Tobón Uribe, de Medellín.

## Miembros
- Pablo Villegas (voz) y (violín)
- Sara Zapata (voz)
- Daniel Montoya (guitarra)
- Diego Gómez (bajo)
- Fernando Ospina (percusión)
- Juan David Estrada (gaita escocesa),(violín)
- Luisa García (Violín),(percusión),coros

## Discografía
- Canto Primio (2004)
- En el regazo de la caramañola (2006)
- Alboroque Irlandés (2010)
- Metaparáforas (2012)